# Isabella del Balzo
Isabella del Balzo (24. června 1465, Minervino – 1533, Ferrara) byla neapolskou královnou. Byla druhou manželkou a jedinou královnou manželkou Fridricha Neapolského. Isabella byla také suo iure vévodkyní z Andrie a Venosy a kněžnou z Altamury.

## Životopis
Isabella byla dcerou Pirra del Balzo, vévody z Andrie a knížete z Altamury, a Marie Donaty Orsini z Venosy. Pirro byl vrchním konstáblem Neapolského království, ale v roce 1487 byl zabit uškrcením. Isabella byla v roce 1483 zasnoubena s neapolským dědicem Františkem, který však zemřel před jejich svatbou. Její otec byl uvězněn za účast na spiknutí proti monarchii. Isabella byla poté zasnoubena s dalším dědicem trůnu, Fridrichem. Cílem tohoto manželství bylo připojení území jejích rodičů k Neapolskému království. V manželské smlouvě byla Isabella prohlášena za dědičku území svých rodičů, ačkoli nebyla jejich nejstarším dítětem. Tato území tak měla být zděděna jejími potomky a následně připojena k neapolskému královskému rodu.
Dne 28. listopadu 1487 se v Andrii provdala za prince Fridricha Neapolského. Fridrich byl druhým synem Ferdinanda I. Neapolského a jeho první manželky Isabelly z Clermontu. Po svatbě byla Isabella prohlášena za vládnoucí vévodkyni z Andrie a Venosy a kněžnu z Altamury. Po svatbě tedy zůstala na hradě v Andrii v Apulii, místo aby se připojila k neapolskému královskému dvoru. V roce 1495, během války proti Francii, nařídil Fridrich Isabelle, aby převzala kontrolu nad hradem v Bari a opravila jeho opevnění, což také učinila. Spravovala toto území a jeho daně a zahájila také vyjednávání s Francouzi. Nakonec však musela uprchnout do Brindisi a později se připojila ke svému manželovi v Otrantu, než se usadili v Lecce.
Dne 7. září 1496 nastoupil Fridrich na trůn po svém bezdětném synovci Ferdinandovi II. Neapolském. Isabella byla pět let jeho královnou. V době Fridrichova nástupu na trůn byla Isabella v Lecce. O jeho nástupu na trůn byla informována 12. října a byla vyzvána, aby se k němu připojila v Neapoli. Na cestě do Neapole byla ve městech království oslavována jako královna, avšak kvůli vzpourám musela zůstat v Arienzu a do Neapole dorazila až v říjnu 1497. S Fridrichem se v Neapoli setkala až v únoru 1498.
Král Ludvík XII. Francouzský a král Ferdinand II. Aragonský pokračovali v uplatňování nároku Ludvíkova předchůdce, krále Karla VIII. Francouzského, na Neapol a Sicílii. V roce 1501 společně Fridricha sesadili; Neapol připadla Ludvíkovi.
Fridrich a Isabella strávili následující léta v exilu. Isabella se zpočátku uchýlila s dětmi na Ischii v srpnu 1501, ale později následovala Fridricha do Francie, kde mu byl přidělen důchod. V roce 1503 se přestěhovali do Maine. Fridrich zemřel 9. listopadu 1504 v Tours. Po jeho smrti čelila Isabella vážným finančním problémům. Útočiště pro sebe a své mladší děti našla ve Ferrarském vévodství pod ochranou Fridrichova synovce Alfonse d’Este, kde zůstala až do své smrti a nikdy se znovu nevdala. Zbytek svého života strávila v chudobě a závisela na podpoře příbuzných. V roce 1526 požádala papeže o pomoc při podpoře svých dcer.
Baldassare Castiglione ji vykreslil jako ideální příklad ženy a královny, která statečně čelila mnoha ranám osudu.

## Potomci
- Ferdinand Aragonský, vévoda z Kalábrie (15. prosince 1488 – 1550). Oženil se nejprve s Germainou z Foix (její třetí manželství) a podruhé s Mencií de Mendoza, markýzou z Cenete.
- Giulia Aragonská (1492 – 10. března 1542). Provdala se za Jana Jiřího z Montferratu.
- Alfonso Aragonský (1499–1515)
- Isabella Aragonská (1500–1550)
- Cesare Aragonský (1501–1501/03)

## Vývod z předků
|                    |                                                                       |  |               |                                                                           |  |  |  |  |  |  |  | František z Baux |
|                    |                                                                       |  |               |                                                                           |  |  |  |  |  |  |  |                  |
|                    | Vilém II. z Baux                                                      |  |               |                                                                           |  |  |  |  |  |  |  |                  |
|                    |                                                                       |  |               |                                                                           |  |  |  |  |  |  |  |                  |
|                    |                                                                       |  |               | Sveva Orsini                                                              |  |  |  |  |  |  |  |                  |
|                    |                                                                       |  |               |                                                                           |  |  |  |  |  |  |  |                  |
|                    | Francesco II. del Balzo                                               |  |               |                                                                           |  |  |  |  |  |  |  |                  |
|                    |                                                                       |  |               |                                                                           |  |  |  |  |  |  |  |                  |
|                    |                                                                       |  |               |                                                                           |  |  |  |  |  |  |  |                  |
|                    |                                                                       |  |               |                                                                           |  |  |  |  |  |  |  |                  |
|                    | Maria Brunforta                                                       |  |               |                                                                           |  |  |  |  |  |  |  |                  |
|                    |                                                                       |  |               |                                                                           |  |  |  |  |  |  |  |                  |
|                    |                                                                       |  |               |                                                                           |  |  |  |  |  |  |  |                  |
|                    |                                                                       |  |               |                                                                           |  |  |  |  |  |  |  |                  |
|                    | Pirro del Balzo                                                       |  |               |                                                                           |  |  |  |  |  |  |  |                  |
|                    |                                                                       |  |               |                                                                           |  |  |  |  |  |  |  |                  |
|                    |                                                                       |  |               | Déodat II. de Clermont-Lodève                                             |  |  |  |  |  |  |  |                  |
|                    |                                                                       |  |               |                                                                           |  |  |  |  |  |  |  |                  |
|                    | Tristan de Clermont                                                   |  |               |                                                                           |  |  |  |  |  |  |  |                  |
|                    |                                                                       |  |               |                                                                           |  |  |  |  |  |  |  |                  |
|                    |                                                                       |  |               | Isabela de Roquefeuil                                                     |  |  |  |  |  |  |  |                  |
|                    |                                                                       |  |               |                                                                           |  |  |  |  |  |  |  |                  |
|                    | Sancia di Chiaramonte Orsini di Lecce e Taranto, hraběnka z Copertina |  |               |                                                                           |  |  |  |  |  |  |  |                  |
|                    |                                                                       |  |               |                                                                           |  |  |  |  |  |  |  |                  |
|                    |                                                                       |  |               | Raimondo Orsini del Balzo                                                 |  |  |  |  |  |  |  |                  |
|                    |                                                                       |  |               |                                                                           |  |  |  |  |  |  |  |                  |
|                    | Caterina Orsini del Balzo                                             |  |               |                                                                           |  |  |  |  |  |  |  |                  |
|                    |                                                                       |  |               |                                                                           |  |  |  |  |  |  |  |                  |
|                    |                                                                       |  |               | Marie Enghienská                                                          |  |  |  |  |  |  |  |                  |
|                    |                                                                       |  |               |                                                                           |  |  |  |  |  |  |  |                  |
| Isabella del Balzo |                                                                       |  |               |                                                                           |  |  |  |  |  |  |  |                  |
|                    |                                                                       |  |               |                                                                           |  |  |  |  |  |  |  |                  |
|                    |                                                                       |  | Nicola Orsini |                                                                           |  |  |  |  |  |  |  |                  |
|                    |                                                                       |  |               |                                                                           |  |  |  |  |  |  |  |                  |
|                    | Raimondo Orsini del Balzo                                             |  |               |                                                                           |  |  |  |  |  |  |  |                  |
|                    |                                                                       |  |               |                                                                           |  |  |  |  |  |  |  |                  |
|                    |                                                                       |  |               | Jeanne de Sabran                                                          |  |  |  |  |  |  |  |                  |
|                    |                                                                       |  |               |                                                                           |  |  |  |  |  |  |  |                  |
|                    | Gabriele Orsini del Balzo                                             |  |               |                                                                           |  |  |  |  |  |  |  |                  |
|                    |                                                                       |  |               |                                                                           |  |  |  |  |  |  |  |                  |
|                    |                                                                       |  |               | Jan Enghienský                                                            |  |  |  |  |  |  |  |                  |
|                    |                                                                       |  |               |                                                                           |  |  |  |  |  |  |  |                  |
|                    | Marie Enghienská                                                      |  |               |                                                                           |  |  |  |  |  |  |  |                  |
|                    |                                                                       |  |               |                                                                           |  |  |  |  |  |  |  |                  |
|                    |                                                                       |  |               | Sanche des Baux                                                           |  |  |  |  |  |  |  |                  |
|                    |                                                                       |  |               |                                                                           |  |  |  |  |  |  |  |                  |
|                    | Maria Donata Orsini del Balzo, 2. vévodkyně z Venosy                  |  |               |                                                                           |  |  |  |  |  |  |  |                  |
|                    |                                                                       |  |               |                                                                           |  |  |  |  |  |  |  |                  |
|                    |                                                                       |  |               | Francesco Caracciolo                                                      |  |  |  |  |  |  |  |                  |
|                    |                                                                       |  |               |                                                                           |  |  |  |  |  |  |  |                  |
|                    | Giovanni Caracciolo                                                   |  |               |                                                                           |  |  |  |  |  |  |  |                  |
|                    |                                                                       |  |               |                                                                           |  |  |  |  |  |  |  |                  |
|                    |                                                                       |  |               | Covella Sardo                                                             |  |  |  |  |  |  |  |                  |
|                    |                                                                       |  |               |                                                                           |  |  |  |  |  |  |  |                  |
|                    | Ippolita Caracciolo                                                   |  |               |                                                                           |  |  |  |  |  |  |  |                  |
|                    |                                                                       |  |               |                                                                           |  |  |  |  |  |  |  |                  |
|                    |                                                                       |  |               | Giacomo Filangieri, 2. hrabě z Avellina, 5. pán z Candidy, pán z Chiusana |  |  |  |  |  |  |  |                  |
|                    |                                                                       |  |               |                                                                           |  |  |  |  |  |  |  |                  |
|                    | Caterina Filangieri, paní ze Solofry                                  |  |               |                                                                           |  |  |  |  |  |  |  |                  |
|                    |                                                                       |  |               |                                                                           |  |  |  |  |  |  |  |                  |
|                    |                                                                       |  |               | Francesca Sanframonte                                                     |  |  |  |  |  |  |  |                  |
|                    |                                                                       |  |               |                                                                           |  |  |  |  |  |  |  |                  |